# Tô Tắc
Tô Tắc (chữ Hán: 苏则; ?-223) là quan nhà Tào Ngụy thời Tam Quốc trong lịch sử Trung Quốc.

## Thời trẻ
Tô Tắc trước đó mang họ Trữ, có tên tự là Văn Sư (文师), người huyện Vũ Công quận Phù Phong (thuộc Tư Lệ Bộ). Ông là người cương trực, ghét kẻ ác, thường muốn bắt chước làm người như Cấp Ảm thời Tây Hán. Thời trẻ vì có học vấn và phẩm hạnh nên có tiếng tăm, Tô Tắc được đề cử Hiếu liêm và Mậu tài, công phủ cho vời, nhưng ông đều không tới.

## Phục vụ Tào Tháo
Thời giữa niên hiệu Hưng Bình của Hán Hiến Đế (193-196), vùng Tam Phụ có loạn và nạn đói, ông đi tránh nạn ở đất bắc, làm khách trọ ở quận An Định, nương nhờ nhà giàu là Sư Lượng. Sư Lượng đãi ngộ ông không tốt.
Sau đó, ông bắt đầu làm quan, giữ chức Thái thú Tửu Tuyền, rồi chuyển đến làm thái thú quận An Định. Sư Lượng muốn chạy trốn vì sợ tội. Tô Tắc nghe tin, sớm sai người đến phân tích rõ ràng, và dùng lễ báo đáp lại Sư Lượng.
Sau đó Tô Tắc lại chuyển đến làm thái thú quận Vũ Đô. Ở những địa bàn từng làm thái thú, nơi nào Tô Tắc cũng có uy danh.
Tào Tháo đi đánh Trương Lỗ (215), đi qua quận Vũ Đô, gặp Tô Tắc rất hài lòng, sai ông làm quân hướng đạo. Trương Lỗ bị đánh bại, Tô Tắc phủ dụ yên định được người tộc Đê ở Hạ Biện, thông đường đi Hà Tây. Nhờ công đó ông được chuyển sang làm Thái thú Kim Thành thay thủ lĩnh cát cứ Hàn Toại vừa bị giết.
Bấy giờ sau cơn tang loạn, dân chúng ly tán đói khát, số hộ khẩu hao tổn, Tô Tắc vỗ về rất cẩn trọng. Bên ngoài, ông chiêu mộ phủ dụ người Khương Hồ, thu được trâu và dê của họ, nuôi dưỡng kẻ bần cùng người già lão, trong vòng tuần trăng, dân lưu tán đều quay về, thu được mấy nghìn nhà. Tô Tắc bèn ban rõ lệnh cấm, kẻ nào phạm phải lập tức giết ngay, người theo lệnh tất có thưởng. Tô Tắc tự mình dạy dân cấy trồng, mùa màng bội thu, bởi thế người theo về nương cậy ngày một đông. Lý Việt ở Lũng tây nổi dậy chống lại, Tô Tắc thống suất người Khương Hồ vây đánh Việt, Việt lập tức xin quy phục.

## Phục vụ Tào Phi
Năm 220, Ngụy vương Tào Tháo mất, Tào Phi lên thay làm Ngụy vương. Tháng 10 năm đó, Tào Phi giành ngôi nhà Hán, tức là Ngụy Văn Đế. Tô Tắc cùng em Tào Phi là Tào Thực nghe nói nhà Ngụy thay nhà Hán, đều phanh áo ra đau lòng mà khóc. Tào Phi chỉ nghe nói Tào Thực khóc nhà Hán mà không nghe nói Tô Tắc cùng khóc.
Người ở Tây Bình là Khúc Diễn nổi dậy, xưng là Hộ Khương hiệu úy. Tô Tắc thống suất quân binh đánh, Diễn sợ, xin hàng. Vì công lao đó, Ngụy Văn Đế Tào Phi thêm cho Tô Tắc chức Hộ Khương hiệu úy, ban cho tước Quan nội hầu. Trước khi thêm chức cho ông, Tào Phi từng hỏi ý kiến Thứ sử Ung châu là Trương Ký. Do Trương Ký hết lòng ca ngợi ông, Tào Phi quyết định phong thưởng ông.
Về sau Khúc Diễn lại câu kết với các quận lân cận nổi dậy, Trương Tiến ở quận Trương Dịch bắt Thái thú Đỗ Thông, Hoàng Hoa ở Tửu Tuyền không vâng lệnh Thái thú Tân Cơ, Tiến và Hoa đều tự xưng là Thái thú để hưởng ứng quân Khúc Diễn. Lại có ba tộc người Hồ ở Vũ Uy cùng hợp nhau vào cướp bóc, giao thông bị cắt đứt. Thái thú Vũ Uy là Quán Khâu Hưng cáo cấp với Tô Tắc. Bấy giờ các hào kiệt ở Ung châu, Lương châu đều nổi lên cướp bóc ở xứ Khương Hồ theo Tiến, người trong quận đều cho rằng Tiến mạnh chẳng thể đương nổi. Lúc đó tướng quân Hác Chiêu, Ngụy Bình trước đấy đều đóng đồn ở Kim Thành, cũng nhận chiếu đánh giặc nhưng không sang phía tây được.
Tô Tắc bèn triệu kiến các quan lại đứng đầu trong quận và Hác Chiêu cùng với các đầu lĩnh người Khương Hồ bàn tính rằng: 
“Nay giặc tuy đông đảo, nhưng đều mới tập hợp, hoặc bị cưỡng bức phải theo, vị tất đã đồng lòng; ta nhân sơ hở mà đánh chúng, người thiện kẻ ác tất chia lìa nhau, chia lìa thì tất quy phục ta, ta thêm quân mà bên kia hao tổn vậy. Khi quân ta đã thật đông, thì khí thế lực tăng gấp bội, ta thống suất quân tiến lên đánh dẹp, phá chúng tất xong vậy. Nếu đợi đại quân đến, cầm giữ nhau lâu ngày, người thiện không quy phục ta, tất hợp tác với kẻ ác, thiện ác đã kết hợp, hình thế khó mà bỗng chốc chia lìa. Dẫu đã có chiếu mệnh, ta làm trái mà hợp lẽ quyền biến, chuyên quyền cũng có thể được vậy.”
Hác Chiêu nghe theo, bèn phát binh cứu Vũ Uy, thu hàng 3 tộc người Hồ ở đó, rồi cùng với Hưng đánh Tiến ở Trương Dịch. Khúc Diễn nghe tin, đem 3000 quân bộ kỵ nghênh đón Tô Tắc, Từ lại đến giúp quân đội, nhưng thật ra muốn làm kế quyền biến. Tô Tắc dụ dỗ cùng gặp mặt, nhân đó chém Khúc Diễn, rồi ra quát mắng quân lính, quân nổi dậy đều tan chạy. Tô Tắc bèn cùng với các tướng vây quận Trương Dịch, phá được, chém Tiến và thuộc hạ, những người khác ra hàng. Nghe tin Diễn và Tiến chết, Hoàng Hoa sợ hãi xin hàng, vùng Hà Tây trở lại yên ổn. Tô Tắc liền quay về Kim Thành, được phong tước Đô đình hầu, hưởng thực ấp 300 hộ.
Sau đó Tô Tắc được trưng triệu về phong làm Thị trung. Có lần thiết triều ở Lạc Dương, Tào Phi cất lời tra vấn việc có người khóc cho nhà Hán. Tô Tắc cho là mình bị hỏi, râu ria đều vểnh lên, toan dùng chính luận để đối đáp. Quan Thị trung là Phó Tốn bấm móng tay vào người ông nói: "Chẳng phải là nói ngài đâu." Vì thế Tô Tắc liền dừng lại.
Tô Tắc theo Tào Phi đi săn, chốt chuồng thú bị mở ra, mất một con hươu, Tào Phi cả giận, rút đao ra, cho bắt hết những người liên quan lại, sắp đem chém họ. Tô Tắc can rằng: 
"Thần nghe rằng bậc thánh vương đời xưa chẳng vì cầm thú mà hại người ta, nay bệ hạ đang hưng thịnh cái giáo hoá của Đường Nghiêu, mà vì việc săn bắn làm vui mà sát hại nhiều quan lại, ngu thần cho rằng không nên. Thần bạo dạn lấy cái chết để cầu xin!"
Tào Phi khen ông là người thẳng thắn và xá tội cho họ.
Nhưng vì ông can thẳng mà bị Tào Phi kiêng sợ. Năm 223, ông bị giáng chức làm Đông Bình tướng. Khi ông chưa đến nhận chức thì bị bệnh chết ở trên đường.
Không rõ Tô Tắc bao nhiêu tuổi, ông hoạt động trong khoảng 30 năm. Ông được ban thuỵ là Cương hầu. Con ông là Tô Di nối tự.
Tuy có đóng góp nhiều cho vùng biên cương phía tây của nước Tào Ngụy nhưng Tô Tắc không được La Quán Trung đề cập trong tiểu thuyết Tam Quốc diễn nghĩa.

## Gia đình
Con cái:
- Tô Di (蘇怡), kế tước Đô Đình hầu sau khi Tắc chết.
- Tô Du (蘇愉), thời Tây Tấn làm đến Thượng thư, Thái thường, Quang lộc đại phu.

Cháu:
- Tô thị (苏氏), con gái Tô Du, vợ đại thần Tây Tấn Thạch Sùng, bị giết cùng với Sùng.
- Tô Thiệu (蘇紹), con trai Tô Du, văn nhân.
- Tô Thận (蘇慎), con trai Tô Du, Tả Vệ tướng quân nhà Tây Tấn.